# Banco López de Haro

El Banco López de Haro (oficialmente Banco Múltiple López de Haro, S.A) es uno de los principales bancos de capital privado de República Dominicana. Fue fundado en 1986 por Pedro Rodríguez Villacañas como Sociedad Financiera López de Haro, S.A. Su presidente actual es José Rodríguez y el vicepresidente es Pedro Rodríguez.

## Historia
En 1986 Pedro Rodríguez Villacañas crea el banco con el nombre Sociedad Financiera López de Haro, S.A., este fue una institución financiera hasta 1997, cuando debido al crecimiento, cambia de franquicia y se incorpora como un Banco de Desarrollo, pasando a llamarse Banco López de Haro de Desarrollo y Crédito, S.A.
Con la entrada en vigor de la Ley Monetaria y Financiera del año 2002 pasa de ser un banco de desarrollo a un  Banco de Ahorro y Crédito. En 2007 recibió autorización de la Junta Monetaria para operar como un banco múltiple.